# Aclytia simulatrix
Aclytia simulatrix är en fjärilsart som beskrevs av Walker 1864. Aclytia simulatrix ingår i släktet Aclytia och familjen björnspinnare. Inga underarter finns listade i Catalogue of Life.